# Ludovicus Passchijn
Ludovicus Passchijn (Mariakerke, 29 april 1796 – Oostende, 25 januari 1885) was een Belgisch politicus.
In 1826 werd hij de vierde burgemeester van Mariakerke. Hij bleef tien jaar in dit mandaat, tot hij in 1836 werd opgevolgd door Ambrosius Monteyne. In 1848 werd hij herbenoemd als burgemeester. Ditmaal bleef hij vijftien jaar in dit mandaat.  

## Mandaten
- Burgemeester van Mariakerke (1826-1836; 1848-1863)